# Joe Raad
Joe Raad (en árabe: جو رعد‎; nacido el 9 de enero de 1984, en Beirut, Líbano) es un cantante, compositor, director de música y compositor libanés.

## Discografía

### Álbumes de estudio
- 2007: Malawe
- 2008: Berohl
- 2012: Talei
- 2014: Nazra Minnak
- 2015: Aayb Aalli Byaamel Aayb
- 2015: Ana Bachhadlak
- 2016: Wesh Endak[14]
- 2017: Mastah

### Álbumes en directo
- 2014: Nazra Minnak
- 2015: Aayb Aalli Byaamel Aayb
- 2015: Ana Bachhadlak
- 2016: Wesh Endak
- 2017: Mastah